# Џует (Тексас)
Џует (енгл. Jewett) град је у америчкој савезној држави Тексас. По попису становништва из 2010. у њему је живело 1.167 становника.

## Демографија
Према попису становништва из 2010. у граду је живело 1.167 становника, што је 306 (35,5%) становника више него 2000. године.
| Група             | 2000.       | 2010.       |
| Белци             | 590 (68,5%) | 545 (46,7%) |
| Афроамериканци    | 66 (7,7%)   | 82 (7,0%)   |
| Азијати           | 0 (0,0%)    | 15 (1,3%)   |
| Хиспаноамериканци | 203 (23,6%) | 513 (44,0%) |
| Укупно            | 861         | 1.167       |